# Serjania acoma
Serjania acoma är en kinesträdsväxtart som beskrevs av Ludwig Radlkofer. Serjania acoma ingår i släktet Serjania och familjen kinesträdsväxter. Inga underarter finns listade i Catalogue of Life.